# 石原夏織
石原 夏織（いしはら かおり、1993年8月6日 - ）は、日本の女性声優、歌手。ゆいかおり、StylipSの元メンバー。千葉県出身。スタイルキューブ所属。
主な出演作は、『金装のヴェルメイユ』（シャロル・イリデッセンス）、『社畜さんは幼女幽霊に癒されたい。』（リリィ）など。

## 来歴
幼少期からダンスのレッスンを受けており、3歳から9歳くらいまでジャズ、ヒップホップ、タップの習い事に通っていた。
「声優になりたいな」という気持ちがあり、事務所を探していたところ、のちに所属することになるスタイルキューブの募集が目に入って「私はアイドルも好きだし、声優もやりたいから、ここがピッタリだ！」と思い、応募する。
2008年7月6日、表参道FABにて行われた「HAPPY! STYLE Communication Circuit 002」で初出演。HAPPY!STYLE Rookiesの一員として研修を積み、2009年9月7日に恵比寿LIQUIDROOMで行われた『アニソンぷらす×アニメ☆ダンスコレクション presents GIRLs-TechnoPop stadium〜リキッドルームより残暑お見舞い!奇跡の2days〜1日目〜』にてRookies卒業を発表。同時にゆいかおり（小倉唯&石原夏織）としてインディーズデビューすることを報告。
2011年12月、StylipSのメンバーの一員として活動開始。2012年1月、『輪廻のラグランジェ』の京乃まどか役でテレビアニメ初主演を果たした。その後は2016年までは大学生として学生生活を送る傍ら、声優活動も両立。
2013年3月1日、第7回声優アワード新人女優賞を受賞。同年4月、StylipSからの卒業を発表。9月16日付でスタイルキューブを退所し、翌17日にシグマ・セブンeへ移籍した。2015年4月1日、シグマ・セブンへ移籍した。
フェリス女学院大学コミュニケーション学科卒業。
2017年3月31日付でシグマ・セブンを退所し、ゆいかおりも6月末をもって活動休止を発表。翌4月1日より再びスタイルキューブの所属となった。
2017年6月30日、ゆいかおり、活動休止。
2017年12月20日、2018年3月にポニーキャニオンからアーティストデビューすることが公式ブログ上で発表された。また同日、公式サイトならびに公式Twitterアカウントが開設された。
2021年6月1日、公式ファンクラブ『hand in hand』が設立された。ファンクラブ結成時から芋掘りをしたいと公言しており、2024年10月に実際に芋掘りとぶどう狩りが実施された。

## 人物
名前は「夏の織姫」という意味から付けられた。また、中学生時代に「『Paradise Kiss』のキャロライン（主人公の早坂紫）と似ているから。」という理由で同級生に「キャリー」という愛称で呼ばれたのがきっかけで「キャリー」という愛称を使うようになったという。
趣味は漫画を読むこと、カラオケ、パソコン。特技はダンス。料理が苦手。
同じ声優の小田果林とは幼馴染。HAPPY!STYLE Rookies、ゆいかおり、StylipSで共に活動していた小倉唯とも仲が良い。また、同い年の瀬戸麻沙美とは『輪廻のラグランジェ』での共演がきっかけで交友を深め、影響を受けた声優としても瀬戸の名前を挙げている。
3歳年上の兄がいる。

## 出演
太字はメインキャラクター。

### テレビアニメ
2010年
- 会長はメイド様!（鮎沢紗奈）
- kiss×sis（女子）
- 夢色パティシエール（クララ・ハント、エストラゴン）

2011年
- だぶるじぇい（鳥羽ゆたか）
- 緋弾のアリア（レキ）
- まよチキ!（ミルク、チョコ）

2012年
- あの夏で待ってる（谷川柑菜）
- AKB0048（2012年 - 2013年、姫子） - 2シリーズ
- カンピオーネ! 〜まつろわぬ神々と神殺しの魔王〜（メティス、少女）
- ココロコネクト（栗原雪菜）
- この中に1人、妹がいる!（鶴眞心乃枝）
- 咲-Saki- 阿知賀編 episode of side-A（2012年 - 2013年、清水谷竜華）
- だから僕は、Hができない。（大倉美菜）
- トータル・イクリプス（崔亦菲）
- ハイスクールD×D（2012年 - 2018年、村山） - 4シリーズ
- マギ（2012年 - 2014年、アラジン） - 2シリーズ
- 輪廻のラグランジェ（京乃まどか）

2013年
- アイカツ!（2013年 - 2016年、音城セイラ）
- ストライク・ザ・ブラッド（2013年 - 2014年、アヴローラ・フロレスティーナ）
- 超次元ゲイム ネプテューヌ THE ANIMATION（ラム / ホワイトシスター・ラム）
- てーきゅう（近藤さん〈近藤うどん子〉）
- 凪のあすから（2013年 - 2014年、久沼さゆ）
- 変態王子と笑わない猫。（小豆梓）
- ゆゆ式（後輩A）

2014年
- ガールフレンド（仮）（葉月柚子）
- クロスアンジュ 天使と竜の輪舞（2014年 - 2015年、ロザリー）
- Z/X IGNITION（弓弦羽ミサキ）

2015年
- うーさーのその日暮らし 夢幻編（スピカ、美女B）
- ULTRA SUPER ANIME TIME（2015年 - 2016年、スピカ）
- 終わりのセラフ（井上利香）
- ガッチャマン クラウズ インサイト（三栖立つばさ）
- 城下町のダンデライオン（櫻田奏）
- 緋弾のアリアAA（レキ）
- ベイビーステップ（清水亜希）

2016年
- カードファイト!! ヴァンガードG ストライドゲート編（リサ・フェリス）
- かみさまみならい ヒミツのここたま（2016年 - 2018年、桜井のぞみ）

2017年
- スクールガールストライカーズ Animation Channel（美山椿芽）
- AKIBA'S TRIP -THE ANIMATION-（ボス）
- 小林さんちのメイドラゴン（2017年 - 2021年、真ヶ土翔太、笹木部） - 2シリーズ

2018年
- 色づく世界の明日から（月白瞳美）
- 閃乱カグラ SHINOVI MASTER -東京妖魔篇-（夜桜）
- ソードアート・オンライン アリシゼーション（2018年 - 2020年、ティーゼ・シュトリーネン、スティカ） - 3シリーズ

2019年
- みにとじ（瀬戸内智恵）
- けものフレンズ2（ロバ）
- RobiHachi（盛彬）
- 超可動ガール1/6（ノーナ・イコール）
- 魔王様、リトライ!（ルナ・エレガント）
- Z/X Code reunion（弓弦羽ミサキ、薬研日向）
- アフリカのサラリーマン（ワラ美）
- アイカツオンパレード!（2019年 - 2020年、音城セイラ）

2020年
- 推しが武道館いってくれたら死ぬ（水守ゆめ莉）
- マギアレコード 魔法少女まどか☆マギカ外伝（2020年 - 2022年、水波レナ） - 3シリーズ
- 魔王学院の不適合者 〜史上最強の魔王の始祖、転生して子孫たちの学校へ通う〜（2020年 - 2024年、エレン・ミハイス） - 3シリーズ
- キミと僕の最後の戦場、あるいは世界が始まる聖戦（2020年 - 2025年、音々・アルカストーネ） - 2シリーズ

2021年
- ブラッククローバー（リチタ）
- 戦闘員、派遣します!（黒のリリス）
- ひげを剃る。そして女子高生を拾う。（三島柚葉）
- ましろのおと（澤村雪〈幼少期〉）
- SELECTION PROJECT（小野花梨）
- 闘神機ジーズフレーム（ジョティス・パール）
- 吸血鬼すぐ死ぬ（2021年 - 2023年、ター・チャン） - 2シリーズ
- 真の仲間じゃないと勇者のパーティーを追い出されたので、辺境でスローライフすることにしました（2021年 - 2024年、オパララ） - 2シリーズ

2022年
- 社畜さんは幼女幽霊に癒されたい。（リリィ）
- 東京ミュウミュウ にゅ〜♡（2022年 - 2023年、R-2000 / マシャ） - 2シリーズ
- 金装のヴェルメイユ〜崖っぷち魔術師は最強の厄災と魔法世界を突き進む〜（シャロル・イリデッセンス）
- メイドインアビス 烈日の黄金郷（メポポホン）
- BORUTO-ボルト- NARUTO NEXT GENERATIONS（犬塚ミミ）
- 異世界薬局（クロエ）

2023年
- お兄ちゃんはおしまい!（緒山みはり）
- 人間不信の冒険者たちが世界を救うようです（アゲート、ベル）
- 老後に備えて異世界で8万枚の金貨を貯めます（アデレート）
- カワイスギクライシス（シフォン）
- おじゃる丸（うん坊、オバケ）
- 夢見る男子は現実主義者（四ノ宮凛）

2024年
- 愚かな天使は悪魔と踊る（リーリヤ）
- THE NEW GATE（ラシア・ルゼル）
- 恋は双子で割り切れない（雨宮慈衣菜）
- ぷにるんず ぷに2（2024年 - 2025年、ゆにこ、ゆにるん）
- 株式会社マジルミエ（葵リリー）

2025年
- ゲーセン少女と異文化交流（桂木蛍）
- 水属性の魔法使い（リーヒャ）

### 劇場アニメ
2010年代
- プランゼット（2010年、明嶋こよみ）
- アイカツ!シリーズ（2014年 - 2016年、音城セイラ） - 2作品
- ポッピンQ（2016年、ルチア）

2020年代
- どうにかなる日々（2020年、みかちゃん）
- さよなら、ティラノ（2021年、プノン）
- 小林さんちのメイドラゴン さみしがりやの竜（2025年、真ヶ土翔太）

### OVA
2010年代
- 会長はメイド様!（2011年、鮎沢紗奈） - DVD＆Blu-ray第10巻新作特別エピソード
- 輪廻のラグランジェ（2012年 - 2014年、京乃まどか） - 3シリーズ
- ハイスクールD×D（2012年、村山） - 小説第13巻BD付限定版
- コードギアス 亡国のアキト（2013年 - 2016年、アリス・シャイング）
- OVAの中に1人、妹がいる!（2013年、鶴眞心乃枝）
- 超次元ゲイム ネプテューヌ THE ANIMATION #13（2014年、ラム / ホワイトシスター・ラム） - Blu-ray/DVD第7巻に収録
- 閃乱カグラ ESTIVAL VERSUS -水着だらけの前夜祭-（2015年、夜桜）
- ストライク・ザ・ブラッド（2016年 - 2022年、アヴローラ・フロレスティーナ） - 4シリーズ
- てーきゅう（2016年 - 2017年、近藤うどん子） - 2シリーズ
- 小林さんちのメイドラゴン（2017年、真ヶ土翔太） - TV未放送エピソード第14話
- 機動戦士ガンダム サンダーボルト（2017年、アリシア）
- デジモンアドベンチャー tri. 第4章「喪失」（2017年、バクモン）
- 怪獣娘（黒）〜ウルトラ怪獣擬人化計画〜（2018年、ノーバ）
- OVA 超次元ゲイム ネプテューヌ（2019年 - 2022年、ラム） - 3シリーズ
- 「アルマギア」オリジナルミニアニメーション映像（2019年、ケラ）  - アルマギア -Project- 6thシングル初回仕様限定盤

2020年代
- 刀使ノ巫女 刻みし一閃の燈火（2020年、瀬戸内智恵） - 前後編
- 小林さんちのメイドラゴンS（2022年、真ヶ土翔太） - 番外編

### Webアニメ
- ガッチャマン クラウズ インサイト #00（2015年、三栖立つばさ）
- モンソニ! ダルタニャンのアイドル宣言（2017年、紫苑）
- 魔王様、“プチ”リトライ!（2019年、ルナ・エレガント）
- アイカツオンパレード！ドリームストーリー（2020年、音城セイラ[113]）
- 印西あるある物語（2022年、西住印[114]）

### ゲーム
2010年
- 龍が如く4 伝説を継ぐもの（ホテル街の女子高生） - 声優デビュー作

2011年
- トイ・ウォーズ（春日永遠）
- 超次元ゲイム ネプテューヌmk2（ラム / ホワイトシスター）

2012年
- アイログ（九鬼ひとみ）
- 圧倒的遊戯 ムゲンソウルズ（ウェルシュ・ココット）
- イース セルセタの樹海（カーナ）
- 神次元ゲイム ネプテューヌV（ラム / ホワイトシスター）
- ココロコネクト ヨチランダム（栗原雪菜）
- 嫁コレ（谷川柑菜、京乃まどか、鶴眞心乃枝、小豆梓）
- 輪廻のラグランジェ 鴨川ドリームマッチ（京乃まどか）
- 恋愛リプレイ（佐賀みずほ）
- フォトカノ - モーションアクターとして出演

2013年
- アイカツ! 2人のmy princess（音城セイラ）
- 圧倒的遊戯 ムゲンソウルズZ（ウェルシュ）
- エクステトラ（シホ〈稲葉志穂〉）
- オカルトメイデン（賀茂銀千代）
- ガールフレンド（仮）（葉月柚子）
- 解放少女 SIN（左近田凪冴）
- 神次元アイドル ネプテューヌPP（ラム）
- 咲-Saki- 阿知賀編 episode of side-A Portable（清水谷竜華）
- サモンナイト5（ヴェローチェ）
- 〜聖魔導物語〜（プニィ）
- 閃乱カグラ SHINOVI VERSUS -少女達の証明-（夜桜）
- ダンジョントラベラーズ2 王立図書館とマモノの封印（リリアン・クレイパー）
- 超次次元ゲイム ネプテューヌRe;Birth1 / Re;Birth1+（2013年 - 2018年、ラム / ホワイトシスター） - 2作品
- ディスガイア D2（シシリー）
- フェアリーフェンサー エフ（ティアラ）
- 変態王子と笑わない猫。（小豆梓）
- マギ はじまりの迷宮（アラジン）
- マブラヴ オルタネイティヴ トータル・イクリプス（崔亦菲中尉）
- ブラウザ MCあくしず -鋼鉄の戦姫-（ポルシェティーガー、Bf109G-6）

2014年
- アイカツ! 365日のアイドルデイズ（音城セイラ）
- 神次次元ゲイム ネプテューヌRe;Birth3 V CENTURY（ラム / ホワイトシスター）
- グリモア〜私立グリモワール魔法学園〜（南智花）
- スクールガールストライカーズ（美山椿芽）
- 超ヒロイン戦記（レキ）
- 超次元アクション ネプテューヌU（ラム / ホワイトシスター）
- 超次次元ゲイム ネプテューヌRe;Birth2 SISTERS GENERATION（ラム / ホワイトシスター）
- 超女神信仰 ノワール 激神ブラックハート（ティアラ）※DLC追加キャラクター
- データカードダス アイカツ!（音城セイラ）
- デカ盛り 閃乱カグラ（夜桜）
- マギ 新たなる世界（アラジン）
- マギ Dungeon & Magic（アラジン）

2015年
- アイカツ! My No.1 Stage!（音城セイラ）
- ウチの姫さまがいちばんカワイイ（甘星姫 メロ）
- 終わりのセラフ 運命の始まり（井上利香）
- ガールフレンド（仮） きみと過ごす夏休み（葉月柚子）
- 家電少女（ひまり、ポーラ、すずか、みほ、アリサ、ちぐさ）
- グランブルーファンタジー（2015年 - 2024年、ジュリエット）
- クロスアンジュ 天使と竜の輪舞tr.（ロザリー）
- 激次元タッグ ブラン+ネプテューヌVSゾンビ軍団（ラム）
- 咲-Saki- 全国編（清水谷竜華）
- ザクセスヘブン リベリオン（浅葱）
- 三国志パズル大戦（敬哀皇后）
- 白猫プロジェクト（2015年 - 2024年、シズク・エンジュ、シズク）
- 新次元ゲイム ネプテューヌVII（ラム / ホワイトシスター）
- 戦国姫譚MURAMASA-雅-（武田信玄、最上義光）
- 閃乱カグラ ESTIVAL VERSUS -少女達の選択-（夜桜）
- ひめがみ絵巻（太上老君）
- フェアリーフェンサー エフ ADVENT DARK FORCE（ティアラ）
- ペルソナ4 ダンシング・オールナイト（中原のぞみ）
- Wonderland Wars（エピーヌ、ドルミール）

2016年
- アイカツ! フォトonステージ!!（音城セイラ）
- エンドライド -X fragments-（パニーシャ）
- 御城プロジェクト:RE〜CASTLE DEFENSE〜（坂本城、小田喜城、大多喜城、リーガースブルク城）
- オルタンシア・サーガ（ミネット、リゼット）
- 白猫テニス（シズク）

2017年
- スクールガールゾンビハンター（金崎レイ）
- ららマジ（白石陽菜）
- 四女神オンライン CYBER DIMENSION NEPTUNE（ラム）
- スーパーロボット大戦V（ロザリー）
- 閃乱カグラ PEACH BEACH SPLASH（夜桜）
- あくしず戦姫 〜戦場を駆ける乙女たち〜（メッサーシュミットBf109E）
- Shadowverse（2017年 - 2023年、言霊遣い・ジンジャー、ブリンディ、エルフの執事・ヴィスト、プリンセス・ジュリエット、アクアネレイド、マルチプルウィザード）
- ダンジョントラベラーズ2-2 闇堕ちの乙女とはじまりの書（リリアン・クレイパー）
- ファンタジースクワッド（クロイ）
- 編隊少女 -フォーメーションガールズ-（風早弥生）
- プロジェクト東京ドールズ（シオリ）
- モンスターストライク（2017年 - 2024年、紫苑）
- スーパーロボット大戦X-Ω（2017年 - 2018年、京乃まどか）
- セブンズストーリー（リリィ、ミスティ）
- マギアレコード 魔法少女まどか☆マギカ外伝（2017年 - 2022年、水波レナ / レナちゃん）
- 新次元ゲイム ネプテューヌVIIR（ラム / ホワイトシスター）
- ブレイブソード×ブレイズソウル（甕破り一文字）
- スクールガールストライカーズ トゥインクルメロディーズ（美山椿芽）
- 妖怪ウォッチ ぷにぷに（アラジン）
- ゼノブレイド2（ホタル）
- モン娘☆は〜れむ（ユエル）
- デジモンストーリー サイバースルゥース ハッカーズメモリー（ワームモン）

2018年
- 天華百剣 -斬-（大典太光世）
- アンジュ・ヴィエルジュ〜ガールズバトル〜（小豆梓）
- 刀使ノ巫女 刻みし一閃の燈火（瀬戸内智恵）
- 閃乱カグラ Burst Re:Newal（夜桜） - DLC追加キャラクター
- スーパーロボット大戦X（ロザリー）
- 十字架3（ジェシカ、聖ジェシカリナ）
- ビーナスイレブンびびっど!（夜桜、シーエ）
- アズールレーン（伊25、伊26）
- デスティニーチャイルド（リタ）
- ソードアート・オンライン メモリー・デフラグ（ティーゼ・シュトリーネン）
- キングスレイド（レオ）

2019年
- Dragon Marked For Death（皇女）
- 戦国アスカZERO（夜桜）
- 魔界戦記ディスガイアRPG（シシリー）
- グラフィティスマッシュ（アイリス）
- フードファンタジー（白トリュフ、マルガリータ）
- データカードダス アイカツフレンズ！〜かがやきのジュエル〜（音城セイラ）
- メガミラクルフォース（ティアラ、ラム / ホワイトシスター ラム）
- データカードダス アイカツオンパレード！（音城セイラ）
- 時の歌-終焉なきソナタ-（雯）
- アークオーダー（スライム、ケイローン）
- アッシュアームズ‐灰燼戦線‐（3重戦車 KV-2）
- ソードアート・オンライン アリシゼーション・ブレイディング（ティーゼ・シュトリーネン）
- 蒼藍の誓い ブルーオース（ハーミーズ、ジャーヴィス）
- 共闘ことばRPG コトダマン（スイキョウ、タテ、イヴカーミラ）

2020年
- 絵師神の絆（火の鳥）
- ラストピリオド -終わりなき螺旋の物語-（カマイ）
- 東方LostWord（霍青娥、二ッ岩マミゾウ、ドレミー・スイート、ヘカーティア・ラピスラズリ、摩多羅隠岐奈、魂魄妖夢〈幽玄の剣聖〉）
- 阿卡迪亞（索菲亞、海蒂）
- 錬神のアストラル（ネフェルウラー）
- ブラウンダスト（メルフィス）
- ソードアート・オンライン アリシゼーション リコリス（ティーゼ・シュトリーネン）
- 一騎当千 エクストラバースト（夜桜）
- Go!Go!5次元GAME ネプテューヌ re★Verse（ラム / ホワイトシスター）

2021年
- 装甲娘（ハヤワタリ チリ）
- PUBG MOBILE JAPAN（メルヘンチェシャ猫）
- レッド：プライドオブエデン（キキョウ）
- 逆転オセロニア（メルヴェユール）
- セブンズストーリー（南智花）
- 終末のアーカーシャ（プリンス）
- ブラスターマスター ゼロ トリロジー メタファイトクロニクル（エルフィ）
- クッキーラン: キングダム（シャークソルベ味クッキー）
- 三国志外伝：戦姫覚醒（呂布、孫権）
- ドラガリアロスト（シーラ）
- アークナイツ（ヘビーレイン）
- けものフレンズ3（ロバ）
- アーテリーギア-機動戦姫-（クリーム）
- アナザーエデン 時空を超える猫（フラムラピス）

2022年
- 超次元ゲイム ネプテューヌ Sisters vs Sisters（ラム / ホワイトシスター）
- セガNET麻雀 MJ（清水谷竜華） - 2作品
- フェアリーフェンサー エフ Refrain Chord（ティアラ）
- 聖剣伝説 ECHOES of MANA（ヒロイン）
- 勝利の女神：NIKKE（ソルジャーE.G.、プリム）
- シロナガス島への帰還（アキラ・エッジワース）
- テイルズウィーバー：SecondRun（ティチエル・ジュスピアン）

2023年
- 三国ドライブ（太史慈）
- ドラゴンネスト2：エボリューション
- 超次元ゲイム ネプテューヌ GameMaker R:Evolution（ラム / ホワイトシスター）
- トワツガイ（2023年 - 2024年、カモメ）
- ソードアート・オンライン Last Recollection（ティーゼ）
- 放置少女〜百花繚乱の萌姫たち〜（嘉神澪影子）

2024年
- ポケモンマスターズEX（カレン〈ふりそで〉）
- クイズRPG 魔法使いと黒猫のウィズ（2024年 - 2025年、零夜ユキハナ、葵リリー）
- モンソニ!（2024年 - 2025年、紫苑）
- ブラウンダスト2（夜桜）

2025年
- ウマ娘 プリティーダービー（アーモンドアイ）
- メメントモリ（ポーラ）
- 魔法少女まどか☆マギカ Magia Exedra（水波レナ）
- D.C. Re:tune 〜ダ・カーポ〜 リチューン（鷺澤頼子）

### 吹き替え
- ロング・ウェイ・ノース 地球のてっぺん（2019年、ナージャ〈オドレイ・サブレ〉[254]）

### ドラマCD
2011年
- にゃんこが先生なんですか？（クロ） - 2作品

2012年
- あの夏で待ってる（谷川柑菜）※Blu-ray第1・6巻初回限定版
- 輪廻のラグランジェ season2 キャラクターCD Vol.1 - 3（京乃まどか）
- この中に1人、妹がいる! キャラクターソング モノローグショートドラマ / ドラマCD この夏にいくつか、思い出がある!（鶴眞心乃枝）
- イース セルセタの樹海（カーナ）※イース生誕25周年記念パック
- 101番目の百物語（2012年 - 2015年、六実 音央、六実 鳴央） - 2作品

2013年
- ふたりで一緒にシリーズ 一緒にクッキングvol.12 双子姉妹のマネージャー編（二木夕姫）
- 変態王子と笑わない猫（小豆梓）※小説第6巻ドラマCD付き特装版
- 〜聖魔導物語〜（プニィ）※限定版特典
- マギ The Labyrinth of Magic（アラジン）※Blu-ray&DVD第5巻完全生産限定版
- 超次元ゲイム ネプテューヌ THE ANIMATION（ラム）※BD/DVD第1・7巻特典
- フェアリーフェンサー エフ（ティアラ）※リミテッドエディション特典
- てーきゅう「ぬふっとてーきゅうポトラッチ」（近藤うどん子）

2014年
- バロックナイト ドラマCD #1 Voice Of Baroque：天使追憶（楠木瑠璃子）
- 超次次元ゲイム ネプテューヌRe;Birth2 SISTERS GENERATION（ラム）※予約特典、限定版特典
- 超次元アクション ネプテューヌU（ラム）※限定版特典、いまじん特典
- 凪のあすから（久沼さゆ）※Blu-ray&DVD第5巻初回限定版

2015年
- 四月一日さんには僕がたりない（四月一日レイラ）
- Z/X -Zillions of enemy X- NC DramaCD ③「ソトゥミサ放送局 R」（弓弦羽ミサキ）
- クロスアンジュ 天使と竜の輪舞（ロザリー）※Blu-ray/DVD第3巻期間限定版
- スクールガールストライカーズ ドラマCD（美山椿芽）
- 篠崎さん気をオタしかに! ドラマCD「ピュアピュアな休日」（篠崎秋菜）
- ガッチャマン クラウズ インサイト（三栖立つばさ）※DVD&Blu-ray第1巻初回生産限定版
- 激次元タッグ ブラン+ネプテューヌVSゾンビ軍団（ラム）※限定版特典
- フェアリーフェンサー エフ ADVENT DARK FORCE（ティアラ）※リミテッドエディション特典

2016年
- ちょっとかわいいアイアンメイデン〜Triangle Maidens〜（安生祢里）
- 女学生探偵物語 ドラマCD「横濱遊廓迷楼事件」（花本ひばり）※アルバム「女学生探偵物語」初回限定盤特典CD

2017年
- 新次元ゲイム ネプテューヌVIIR（ラム）※メモリアルエディション特典

2018年
- スクールガールストライカーズ 〜トゥインクルメロディーズ〜 Melody Collection ボイスドラマ（美山椿芽）
- TVアニメ/データカードダス『アイカツ!』&『アイカツスターズ!』スペシャルドラマCD（音城セイラ）
- お兄ちゃんはおしまい！ Vol.1 - 3（2018年 - 2021年、緒山みはり）※同人作品
- ノベル＆ドラマCDブック『愛を叫べ!怪獣娘!?』〜ウルトラ怪獣擬人化計画〜（ナレーション）

2019年
- 色づく世界の明日から 新規録り下ろしドラマCD「空蝉バースデイ」（月白瞳美）※Amazon限定Blu-ray BOX全巻購入特典
- Z/X -Zillions of enemy X- NF DramaCD 15「ニグたんの呼び声」（弓弦羽ミサキ）

2020年
- 推しが武道館いってくれたら死ぬ「推し武道」オリジナル録り下ろしドラマCD（水守ゆめ莉）※Amazon限定Blu-ray全巻連動購入特典

2021年
- 小林さんちのメイドラゴン「メイドラゴンたちの日常」（真ヶ土翔太）

2022年
- シロナガス島への帰還（2022年 - 2024年、アキラ・エッジワース） - 2作品

### オーディオドラマ
- 『教え子に脅迫されるのは犯罪ですか?』×『変態王子と笑わない猫。』コラボオーディオドラマ（2019年、小豆梓[261]）
- 色づく世界の明日から朗読映像『なないろのペンギン』（2021年、朗読：月白瞳美[262][263]）
- TRUE WIRELESS STEREO EARPHONES 石原夏織モデル オリジナルボイスドラマ『石原夏織と一緒にカラオケ』（2022年）[264]
- 勇者の旅の裏側で ボイスドラマ（2024年、アレニエ[265]） - 2作品[一覧 21]

### ASMR
- 【閃乱カグラASMR】ドキドキ 夜桜の看病します!!（2025年、夜桜）

### デジタルコミック
- 勝利の女神だって野球したい!（2014年 - 2015年、春川千絵[266]）※ENSOKU
- 義妹に婚約者を奪われた落ちこぼれ令嬢は、天才魔術師に溺愛される（2024年、イリス[267]）

### ラジオ
※はインターネット配信。
- はぴすた学園☆放送部（2008年 - 2009年、ZAKZAKアニメ☆声優※）
- ゆいかおりの実♪（2010年 - 2017年、ゆいかおり公式サイト※・超!A&G+※・文化放送）
- ラグラジ! 〜石原夏織と瀬戸麻沙美の『輪廻のラグランジェ』Webラジオ〜（2011年 - 2012年、HiBiKi Radio Station※）
- ハイスクールD×D 駒王学園 裏オカルト研究部（2011年 - 2012年、HiBiKi Radio Station※）
- 石原夏織のどいたまですっ★（2012年、BBQR※・超!A&G+※）[268][269]
- このラジオの中に1人、妹がいる!?（2012年、超!A&G+※）
- マギラジ〜キャラバン〜（2012年 - 2013年、アニメイトTV※）
- オレたちゴチャ・まぜっ!（2014年 - 2015年、MBSラジオ）
- かおりとあさみのグリラジ‼︎（2015年 - 2016年、超!A&G+※）[270]
- 石原夏織のCarry up!?（2018年 - 、超!A&G+※、Youtube※）[271] - 2シリーズ[一覧 22]
- アニメ「魔王様、リトライ！」presents ラジオでも、リトライ! （2019年7月5日 - 9月27日 、超!A&G+※）[272]
- 小松未可子・石原夏織のFUN'S PROJECT LAB!（2020年4月5日 - 2021年3月28日、文化放送）[273][274]
- 石原夏織と佐々木琴子の一夜限りの推しごと いしこと!（2021年7月2日、超!A&G+※）[275]
- 文化放送サタデープレミアム まなもの部屋with石原夏織（2022年1月29日、文化放送）[276]
- 豊田萌絵 with もえころがし（2024年、超!A&G+※） - 8月前半アシスタント

### ラジオCD
- ラジオCD「ハイスクールD×D 駒王学園 裏オカルト研究部」（2012年）
- ラグラジ! 〜石原夏織と瀬戸麻沙美の『輪廻のラグランジェ』Webラジオ〜 Vol.1 - 2（2012年）
- DJCD マギラジ〜キャラバン〜 第1 - 3巻（2013年）

### WEB番組
- 「ドガドガ7」 レフばんかたそ
- Dohhh UP! 告知
- ぷよぷよ!! チャンネルライヴ（2011年6月30日 - 9月2日、ニコニコ動画）[277]

- 声優と夜あそび
  - 【水：下野紘×内田真礼】＃31 (2019年11月13日、AbemaTV) [278]
  - 水【小松未可子×上坂すみれ】#2・#19 (2020年6月17日・11月4日 、AbemaTV)[279][280]
  - 水【小松未可子×上坂すみれ×徳井青空】#3(2021年4月28日、AbemaTV)[281]
  - 火【たかはし智秋×井澤詩織】#3(2022年4月26日、AbemaTV)[282]

### テレビ番組
- ハイスクールD×D 連載動画企画『StylipSスター声優への道!』（2012年1月1日 - 3月18日、AT-X）
- ぷらTWOぅ（2012年1月2日 - 6月25日、TOKYO MX）
- 話題沸騰!! マンガ『マギ』に魅せられた人、大集合SP（2012年9月30日、TBS）
- その原因、腸にあり!〜腸を知って身体のお悩み解決SP〜（2016年3月29日・9月6日、フジテレビ） - ナレーション
- アニメマシテ（2016年7月11日、テレビ東京）
- Break Out（2016年10月6日 - 2017年3月30日、テレビ朝日）ナレーション〈2代目〉[注 1]
- アニゲー☆イレブン!（2017年1月15日・2018年3月15日・2021年4月23日、BS11）[284][285][286]
- アニ☆ステ（2018年3月19日、日本テレビ）
- TVアニメ「色づく世界の明日から」特別番組 石原夏織が行く、色づく長崎の旅（2018年11月11日、AT-X）[287]
- お願い!ランキング（2019年11月14日、テレビ朝日）[288]
- MUSIX TV（2019年12月8日 - 15日、アニマックス）[289]
- 東京純情喫茶 注文の多い料理店（2020年4月13日 - 17日、AT-X）[290]
- クイズプレゼンバラエティー Qさま!!（2020年8月31日、テレビ朝日）[291]
- WSB 〜ワールド シークレット ベース〜（2020年10月3日、AT-X）[292]
- Mr.都市伝説 関暁夫のゾクッとする怪感話（2021年2月5日 - 12日、12月10日 - 17日、BSテレ東）[293]

### DVD
- このラジオ中に1人、妹がいる!? アーカイブDVD 私のシュークリーム大作戦!（2012年12月26日、LABM-7107/8、ランティス）[294]
- 宝探し 探偵学園エデン 〜怪盗アビルからの挑戦〜（2014年2月12日、MESV-0038、マリン・エンタテインメント）[295]

### 舞台・朗読劇
- Q-あなたはだぁれ?-（2011年7月13日 - 18日、池袋シアターグリーンBOX in BOX THEATER）[296] - 鼓美音役
- LAWSON presents 朗読歌劇アルマギア 〜First Live 2023〜（2023年7月9日、立川ステージガーデン） - ケラ 役[297]
- トワツガイコンサート 2024〜鳥籠で見る夢〜（2024年5月11日 - 12日、LINE CUBE SHIBUYA） - ツバメ 役[298]

### その他コンテンツ
- 椎名佐千子『御意見無用の人生だ』MV（2002年、バックダンサー[299]）
- すき☆こえ（2010年、着ボイス[300]）
- まよチキ!（2011年、第9話原画 ミルクネームプレート）
- カラー改訂版 まるおぼえ英単語2600（2014年、日本語ナレーション[301]）
- まいにちコンパイルハート（2017年 - 2019年、ティアラ[302]、ラム）
- 温泉むすめ（2018年、松之山棚美）[303]
- お兄ちゃんはおしまい!コミックス発売記念PV（2022年 - 2024年、緒山みはり[304]） - 3作品[一覧 23]
- TRUE WIRELESS STEREO EARPHONES 石原夏織 モデル（2022年、システムボイス[264]）
- アニメイトCM（2023年、ナレーション[305]）
- 『生徒会にも穴はある!』PV（2023年）[306]
- 『トワツガイ Fans』ストーリー（2024年 - 2025年、カモメ[307]）
- 勇者の旅の裏側で PV（2024年、アレニエ[265]）
- スマスロ マギアレコード 魔法少女まどか☆マギカ外伝（2025年、水波レナ）
- e マギアレコード 魔法少女まどか☆マギカ外伝（2025年、水波レナ）

## ディスコグラフィ

### シングル
|            | 発売日         | タイトル         | 規格品番   | 規格品番   | オリコン 最高位 |
| 初回限定盤 | 発売日         | タイトル         | 通常盤     |            | オリコン 最高位 |
| ---------- | -------------- | ---------------- | ---------- | ---------- | --------------- |
| 1st        | 2018年3月21日  | Blooming Flower  | PCCG-01661 | PCCG-70417 | 12位            |
| 2nd        | 2018年7月11日  | Ray Rule         | PCCG-01684 | PCCG-70426 | 13位            |
| 3rd        | 2019年7月17日  | TEMPEST          | PCCG-01797 | PCCG-70455 | 16位            |
| 4th        | 2019年11月13日 | Face to Face     | PCCG-01831 | PCCG-01832 | 10位            |
| 5th        | 2020年11月4日  | Against.         | PCCG-01945 | PCCG-01946 | 11位            |
| 6th        | 2021年4月21日  | Plastic Smile    | PCCG-01967 | PCCG-01968 | 14位            |
| 7th        | 2021年11月24日 | Starcast         | PCCG-02068 | PCCG-02069 | 18位            |
| 8th        | 2022年4月27日  | Cherish          | PCCG-02108 | PCCG-02109 | 15位            |
| 9th        | 2022年8月3日   | 夢想的クロニクル | PCCG-2158  | PCCG-2159  | 16位            |
| 10th       | 2022年8月3日   | Abracada-Boo     | PCCG-2160  | PCCG-2161  | 15位            |
| 11th       | 2023年8月2日   | Paraglider       | PCCG-02265 | PCCG-02266 | 15位            |

### 配信シングル
| 配信開始日   | タイトル | 規格品番   |
| ------------ | -------- | ---------- |
| 2024年1月9日 | Gift     | PCSP-05534 |

### EP
|          | 発売日       | タイトル | 規格品番   | 規格品番   | オリコン 最高位 |
| FC限定盤 | 発売日       | タイトル | 通常盤     |            | オリコン 最高位 |
| -------- | ------------ | -------- | ---------- | ---------- | --------------- |
| 1st      | 2025年7月2日 | As I Am  | SCCG-00172 | PCCG-02445 | 20位            |

### アルバム
|         | 発売日         | タイトル   | 規格品番   | 規格品番   | 規格品番   | 規格品番   | オリコン 最高位 |
| CD+BD盤 | 発売日         | タイトル   | CD+DVD盤   | 通常盤     | きゃにめ盤 |            | オリコン 最高位 |
| ------- | -------------- | ---------- | ---------- | ---------- | ---------- | ---------- | --------------- |
| 1st     | 2018年11月14日 | Sunny Spot | PCCG-01720 | PCCG-01721 | PCCG-01722 |            | 13位            |
| 2nd     | 2020年8月5日   | Water Drop | PCCG-01926 | PCCG-01927 | PCCG-01928 | 9位        |                 |
| 3rd     | 2024年4月24日  | Calm Scene | PCCG-02352 |            | PCCG-02353 | SCCG-00161 | 14位            |

### 映像作品
|     | 発売日         | タイトル                                | 規格品番                                                   | 規格品番   | 規格品番 |
| BD  | 発売日         | タイトル                                | DVD                                                        |            |          |
| --- | -------------- | --------------------------------------- | ---------------------------------------------------------- | ---------- | -------- |
| 1st | 2019年4月17日  | 石原夏織 1st LIVE Sunny Spot Story      | PCXP-50640                                                 | PCBP-53773 |          |
| 2nd | 2020年6月17日  | 石原夏織 1st LIVE TOUR Face to FACE     | PCXP-50775                                                 | PCBP-54270 |          |
| 3rd | 2021年7月7日   | 石原夏織 2nd LIVE MAKE SMILE            | PCXP-50837                                                 | PCBP-54446 |          |
| 4th | 2022年10月19日 | 石原夏織 LIVE 2022 Starcast             | PCXP-50905                                                 | PCBP-54462 |          |
| 5th | 2023年12月13日 | 石原夏織 5th Anniversary Live -bouquet- | PCXP-51024 (特装盤:Blu-ray+CD) PCXP-51025 (通常盤:Blu-ray) | -          |          |
| 6th | 2024年11月20日 | 石原夏織 2nd LIVE TOUR -Calm Magic-     | PCXP-51097 (特装盤) PCXP-51098 (通常盤)                    | -          |          |

### タイアップ曲
| 楽曲              | タイアップ                                                                                             | 時期   |
| ----------------- | --- | ------ |
| Sunny You         | アニメ『怪獣娘（黒）〜ウルトラ怪獣擬人化計画〜』エンディングテーマ                                     | 2018年 |
| TEMPEST           | テレビアニメ『魔王様、リトライ！』オープニングテーマ                                                   | 2019年 |
| CREATION×CREATION | ゲーム『絵師神の絆』主題歌                                                                             | 2020年 |
| Against.          | テレビアニメ『キミと僕の最後の戦場、あるいは世界が始まる聖戦』オープニングテーマ                       | 2020年 |
| Plastic Smile     | テレビアニメ『ひげを剃る。そして女子高生を拾う。』エンディングテーマ                                   | 2021年 |
| Starcast          | Webアニメ『印西あるある物語』エンディングテーマ                                                        | 2022年 |
| Cherish           | テレビアニメ『社畜さんは幼女幽霊に癒されたい。』オープニングテーマ                                     | 2022年 |
| 夢想的クロニクル  | テレビアニメ『異世界薬局』オープニングテーマ                                                           | 2022年 |
| Abracada-Boo      | テレビアニメ『金装のヴェルメイユ〜崖っぷち魔術師は最強の厄災と魔法世界を突き進む〜』オープニングテーマ | 2022年 |
| Paraglider        | テレビアニメ『夢見る男子は現実主義者』オープニングテーマ                                               | 2023年 |
| Gift              | テレビアニメ『愚かな天使は悪魔と踊る』エンディングテーマ                                               | 2024年 |

### 歌手参加作品
| 発売日         | 商品名                                  | 歌 | 楽曲                                                     | 備考                                                                                    |
| -------------- | --------------------------------------- | --- | -------------------------------------------------------- | --------------------------------------------------------------------------------------- |
| 2009年12月17日 | 恋のデカリス                            | チームDEKARIS | 「恋の無敵コマンド」 「難しいけど愛してる 〜デカリス〜」 | ゲーム『テトリス・デカリス』挿入歌                                                      |
| 2009年12月17日 | 恋のデカリス                            | チームDEKARIS | 「運命は "I" Love You」                                  | ゲーム『テトリス・デカリス』挿入歌                                                      |
| 2009年12月17日 | 恋のデカリス                            | チームDEKARIS | 「友情Try again!」                                       | ゲーム『テトリス・デカリス』挿入歌                                                      |
| 2009年12月17日 | 恋のデカリス                            | チームDEKARIS | 「Sweets×Sweets」                                        | ゲーム『テトリス・デカリス』挿入歌                                                      |
| 2011年6月22日  | 愛は勝つ                                | がんばろうニッポン 愛は勝つ シンガーズ | 「愛は勝つ」                                             | 東日本大震災復興支援企画『「がんばろうニッポン 愛は勝つ」プロジェクト』チャリティソング |
| 2019年5月17日  | CROSSING STORIES                        | 亜咲花、石原夏織、伊藤美来、オーイシマサヨシ、大橋彩香、ZAQ、JUNNA、鈴木このみ、スフィア、TRUE、towana（fhána）、畠中祐、幹葉（スピラ・スピカ）、三森すずこ | 「CROSSING STORIES」                                     | ライブイベント『Animelo Summer Live 2019 -STORY-』テーマソング                          |
| 2021年6月16日  | bouquet                                 | toku feat. 石原夏織 | 「或るヒマワリ」                                         |                                                                                         |
| 2023年11月22日 | CrosSing Collection vol.3               | 石原夏織 | 「ホントのじぶん」                                       | 『CrosSing - Music & Voice-』関連曲                                                     |
| 2025年2月19日  | 明日へ鳴らすリフレイン -P’s GR∞VE Ver.- | 石原夏織、内田真礼、鬼頭明里、久保ユリカ、DIALOGUE+、竹達彩奈、立花日菜、土岐隼一、花澤香菜、harmoe、三森すずこ                                             | 「明日へ鳴らすリフレイン -P’s GR∞VE Ver.-」              | ライブイベント『P’s LIVE! 08 ～P’s GR∞VE～』テーマソング                                |

### キャラクターソング
| 発売日   | 商品名                                                                                          | 歌 | 楽曲                                                                                             | 備考                                                                                               |
| 2011年   | 2011年                                                                                          | 2011年 | 2011年                                                                                           | 2011年                                                                                             |
| -------- | ----------------------------------------------------------------------------------------------- | --- | ------------------------------------------------------------------------------------------------ | -------------------------------------------------------------------------------------------------- |
| 9月21日  | まよチキ！ キャラクターソングアルバム まよウタ！                                                | 近衛スバル（井口裕香）、涼月奏（喜多村英梨）、宇佐美マサムネ（伊瀬茉莉也）、鳴海ナクル（阿澄佳奈）、マリア（桑谷夏子）、ミルク（石原夏織）、チョコ（小倉唯） | 「Happy Happy Birthday」                                                                         | テレビアニメ『まよチキ！』挿入歌                                                                   |
| 9月21日  | 緋弾のアリア Blu-ray&DVD Bullet.4 特典CD                                                        | レキ（石原夏織） | 「Ultimate Silence.」                                                                            | テレビアニメ『緋弾のアリア』関連曲                                                                 |
| 2012年   |                                                                                                 | |                                                                                                  | |
| 3月28日  | TVアニメーション「輪廻のラグランジェ」オリジナルサウンドトラック                                | 京乃まどか（石原夏織） | 「ジャージ部のうた」                                                                             | テレビアニメ『輪廻のラグランジェ』挿入歌                                                           |
| 6月27日  | 超次元ゲイム ネプテューヌ デュエットシスターズソング Vol.3                                      | ロム（小倉唯）、ラム（石原夏織） | 「ふたりでひとつ」                                                                               | ゲーム『超次元ゲイム ネプテューヌ』関連曲                                                          |
| 6月27日  | 超次元ゲイム ネプテューヌ デュエットシスターズソング Vol.3                                      | ラム（石原夏織） | 「トキメキハート」                                                                               | ゲーム『超次元ゲイム ネプテューヌ』関連曲                                                          |
| 7月25日  | Heavenly Lover                                                                                  | 鶴眞心乃枝（石原夏織）、神凪雅（佐倉綾音）、国立凛香（竹達彩奈）、天導愛菜（大亀あすか）、嵯峨良芽依（日高里菜）                                             | 「Heavenly Lover」                                                                               | テレビアニメ『この中に1人、妹がいる！』エンディングテーマ                                          |
| 7月25日  | Heavenly Lover                                                                                  | 鶴眞心乃枝（石原夏織）、神凪雅（佐倉綾音） | 「Midnight Girls Summit☆」                                                                       | テレビアニメ『この中に1人、妹がいる！』エンディングテーマ                                          |
| 8月15日  | ジャージ部魂!/ジャージ部のうた-完全版-                                                          | 鴨女ジャージ部 | 「ジャージ部魂！」                                                                               | テレビアニメ『輪廻のラグランジェ』エンディングテーマ                                               |
| 8月15日  | ジャージ部魂!/ジャージ部のうた-完全版-                                                          | 鴨女ジャージ部 | 「ジャージ部のうた -完全版-」                                                                    | テレビアニメ『輪廻のラグランジェ』関連曲                                                           |
| 9月5日   | 輪廻のラグランジェ season2 キャラクターCD Vol.1 まどか編                                        | 京乃まどか（石原夏織） | 「キミのもとへ！」                                                                               | テレビアニメ『輪廻のラグランジェ』関連曲                                                           |
| 9月26日  | この中に1人、妹がいる！ キャラクターソング vol.1                                                | 鶴眞心乃枝（石原夏織） | 「運命は2度ベルを鳴らすんです」 「バージンロードで待っていて！」                                 | テレビアニメ『この中に1人、妹がいる！』関連曲                                                      |
| 9月26日  | この中に1人、妹がいる！ Blu-ray&DVD Vol.1 限定版特典CD                                          | 鶴眞心乃枝（石原夏織） | 「Heavenly Lover」 「Over the distance… その手を」                                               | テレビアニメ『この中に1人、妹がいる！』関連曲                                                      |
| 10月24日 | 咲-Saki- 阿知賀編 episode of side-A キャラクターソング vol.7 Little Pray                        | 清水谷竜華（石原夏織） | 「Little Pray」 「東南西北☆うちだおれ☆わーるど」                                                 | テレビアニメ『咲-Saki- 阿知賀編 episode of side-A』関連曲                                          |
| 11月21日 | この中に1人、妹がいる！ キャラクターソング SPECIAL Disc                                         | 鶴眞心乃枝（石原夏織）、神凪雅（佐倉綾音）、国立凛香（竹達彩奈）、天導愛菜（大亀あすか）、嵯峨良芽依（日高里菜） 、宝生柚璃奈（小倉唯）                      | 「Heavenly Lover -six colors of flower-」 「バージンロードで待っていて! -six colors of flower-」 | テレビアニメ『この中に1人、妹がいる！』関連曲                                                      |
| 12月26日 | マギ キャラクターソング01                                                                       | アラジン（石原夏織） | 「Magic」                                                                                        | テレビアニメ『マギ』関連曲                                                                         |
| 2013年   |                                                                                                 | |                                                                                                  | |
| 3月27日  | この中に1人、妹がいる！ OP&ED キャラクターメドレーソングCD                                      | StylipS、鶴眞心乃枝（石原夏織）、神凪雅（佐倉綾音）、国立凛香（竹達彩奈）、天導愛菜（大亀あすか）、嵯峨良芽依（日高里菜） 、宝生柚璃奈（小倉唯）             | 「中妹 Non-Stop Remixed by エイプリルズ」                                                        | テレビアニメ『この中に1人、妹がいる!』関連曲                                                       |
| 7月24日  | 変態王子と笑わない猫。Blu-ray・DVD 第2巻                                                        | 小豆梓（石原夏織） | 「ちょっやっにゃ！」                                                                             | テレビアニメ『変態王子と笑わない猫。』関連曲                                                       |
| 12月18日 | オカルトメイデン キャラクターソング・アルバム                                                   | 賀茂銀千代（石原夏織） | 「トモシビ feat. 柳田光康」                                                                      | ゲーム『オカルトメイデン』関連曲                                                                   |
| 2014年   |                                                                                                 | |                                                                                                  | |
| 2月3日   | -                                                                                               | 鴨女ジャージ部 | 「ジャージ部 Forever」                                                                           | パチスロ『パチスロ 輪廻のラグランジェ』挿入歌                                                      |
| 2月3日   | -                                                                                               | 京乃まどか（石原夏織） | 「ジャージ部魂! まどかVer.」                                                                     | パチスロ『パチスロ 輪廻のラグランジェ』挿入歌                                                      |
| 2月26日  | 凪のあすから BD・DVD第3巻特典CD                                                                 | 潮留美海（小松未可子）、久沼さゆ（石原夏織） | 「Dazzling」                                                                                     | テレビアニメ『凪のあすから』関連曲                                                                 |
| 5月28日  | 凪のあすから BD・DVD第6巻特典CD                                                                 | 久沼さゆ（石原夏織） | 「ベロペロネ」                                                                                   | テレビアニメ『凪のあすから』関連曲                                                                 |
| 2015年   |                                                                                                 | |                                                                                                  | |
| 2月25日  | ガールフレンド（仮） BD・DVD第2巻特典CD                                                         | 葉月柚子（石原夏織） | 「柑橘系のエトセトラ」                                                                           | テレビアニメ『ガールフレンド（仮）』関連曲                                                         |
| 12月23日 | おはモア(*>▽<*)ゞ行進曲! ! /聖なる夜に鐘は止む                                                  | ゆさなみ♫ | 「おはモア(*>▽<*)ゞ行進曲! !」                                                                   | ラジオ『かおりとあさみのグリラジ!!』オープニングテーマ                                             |
| 12月23日 | おはモア(*>▽<*)ゞ行進曲! ! /聖なる夜に鐘は止む                                                  | ゆさなみ♫ | 「聖なる夜に鐘は止む。」                                                                         | ゲーム『グリモア〜私立グリモワール魔法学園〜』関連曲                                               |
| 2016年   |                                                                                                 | |                                                                                                  | |
| 3月7日   | -                                                                                               | ジェシカ（石原夏織）、カリナ（小倉唯） | 「Destiny of Twin Cross」 「Cross Over the Blood」 「message」                                   | パチスロ『十字架3』関連曲                                                                          |
| 3月7日   | -                                                                                               | ジェシカ（石原夏織） | 「search the Blue Moon Light」                                                                   | パチスロ『十字架3』関連曲                                                                          |
| 6月22日  | こころだいすきここったま！                                                                      | 桜井のぞみ（石原夏織）、ビビット（矢作紗友里） | 「きみとしあわせをあつめよう」                                                                   | テレビアニメ『かみさまみならい ヒミツのここたま』関連曲                                            |
| 11月23日 | グルテン哀歌                                                                                    | 近藤うどん子（石原夏織） | 「グルテン哀歌」                                                                                 | テレビアニメ『てーきゅう』オープニングテーマ                                                       |
| 2017年   |                                                                                                 | |                                                                                                  | |
| 1月25日  | 未来系ストライカーズ 夜木沼伊緒 ver.                                                            | アルタイル・トルテ | 「未来系ストライカーズ」                                                                         | テレビアニメ『スクールガールストライカーズ Animation Channel』オープニングテーマ                   |
| 1月25日  | 未来系ストライカーズ 沙島悠水 ver.                                                              | アルタイル・トルテ | 「未来系ストライカーズ」                                                                         | テレビアニメ『スクールガールストライカーズ Animation Channel』オープニングテーマ                   |
| 1月25日  | 未来系ストライカーズ 澄原サトカ ver.                                                            | アルタイル・トルテ | 「未来系ストライカーズ」                                                                         | テレビアニメ『スクールガールストライカーズ Animation Channel』オープニングテーマ                   |
| 1月25日  | 未来系ストライカーズ 菜森まな ver.                                                              | アルタイル・トルテ | 「未来系ストライカーズ」                                                                         | テレビアニメ『スクールガールストライカーズ Animation Channel』オープニングテーマ                   |
| 1月25日  | 未来系ストライカーズ 美山椿芽 ver.                                                              | アルタイル・トルテ | 「未来系ストライカーズ」                                                                         | テレビアニメ『スクールガールストライカーズ Animation Channel』オープニングテーマ                   |
| 1月25日  | 未来系ストライカーズ 美山椿芽 ver.                                                              | 美山椿芽（石原夏織） | 「未来系ストライカーズ（美山椿芽 ver.）」 「Hellow！」                                           | テレビアニメ『スクールガールストライカーズ Animation Channel』関連曲                               |
| 3月15日  | ガールフレンド（仮） キャラクターソングシリーズ Vol.03                                          | ゆずもも | 「ハーモナイズ」                                                                                 | ゲーム『ガールフレンド（仮）』関連曲                                                               |
| 2018年   |                                                                                                 | |                                                                                                  | |
| 1月24日  | スクールガールストライカーズ 〜トゥインクルメロディーズ〜 Melody Collection                     | 篠宮明佳里（富永美杜）、美山椿芽（石原夏織） | 「例えば君の未来が」                                                                             | ゲーム『スクールガールストライカーズ 〜トゥインクルメロディーズ〜』関連曲                          |
| 1月24日  | スクールガールストライカーズ 〜トゥインクルメロディーズ〜 Melody Collection                     | アルタイル・トルテ | 「Draglight」                                                                                    | ゲーム『スクールガールストライカーズ 〜トゥインクルメロディーズ〜』関連曲                          |
| 2月28日  | Wonderland Wars Cast Song                                                                       | ドルミール（石原夏織） | 「薔薇の夢園」                                                                                   | ゲーム『Wonderland Wars』関連曲                                                                    |
| 3月21日  | Reverse Re:Cord Project♪ 〜Chant Collection〜                                                   | 南智花（石原夏織） | 「クロックワークラブロマンス」                                                                   | ゲーム『グリモア〜私立グリモワール魔法学園〜』関連曲                                               |
| 7月25日  | かみさまみならい ヒミツのここたま ベストセレクション♪                                           | 四葉こころ（本渡楓）、桜井のぞみ（石原夏織） | 「こころとのぞみ」                                                                               | テレビアニメ『かみさまみならい ヒミツのここたま』挿入歌                                            |
| 8月17日  | スクールガールストライカーズ 〜トゥインクルメロディーズ〜 Melody Collection Vol.2               | アルタイル・トルテ | 「キラキラ☆」 「無敵のメロディ」                                                                 | ゲーム『スクールガールストライカーズ 〜トゥインクルメロディーズ〜』関連曲                          |
| 8月17日  | スクールガールストライカーズ 〜トゥインクルメロディーズ〜 Melody Collection Vol.2               | 篠宮明佳里（富永美杜）、美山椿芽（石原夏織）、杏橋天音（伊瀬茉莉也）、不知火ハヅキ（富岡美沙子）、緋ノ宮二穂（木戸衣吹）                                     | 「もしもの私」                                                                                   | ゲーム『スクールガールストライカーズ 〜トゥインクルメロディーズ〜』関連曲                          |
| 8月29日  | Doll's Destiny                                                                                  | DOLLS | 「Doll's Destiny」 「勝利への標」 「永遠メモリー」                                               | ゲーム『プロジェクト東京ドールズ』関連曲                                                           |
| 9月29日  | 怪獣娘（黒）〜ウルトラ怪獣擬人化計画〜 主題歌CD付き前売り券                                     | BLACK STARS | 「東奔西走行進曲」                                                                               | OVA『怪獣娘（黒）〜ウルトラ怪獣擬人化計画〜』オープニングテーマ                                    |
| 2019年   |                                                                                                 | |                                                                                                  | |
| 3月2日   | 色づく世界の明日から BD第2巻特典CD                                                              | 月白瞳美（石原夏織） | 「ささやかな光」                                                                                 | テレビアニメ『色づく世界の明日から』関連曲                                                         |
| 3月27日  | ソードアート・オンライン アリシゼーション BD・DVD第3巻特典CD                                    | ソルティリーナ（潘めぐみ）、ロニエ（近藤玲奈）、ティーゼ（石原夏織）                                                                                         | 「Cherishing the memory」                                                                        | テレビアニメ『ソードアート・オンライン アリシゼーション』関連曲                                    |
| 6月16日  | Z/X -Zillions of enemy X- NF DramaCD (15)「ニグたんの呼び声」                                   | 弓弦羽ミサキ（石原夏織） | 「シャイニング・エンジェル」                                                                     | ドラマCD『Z/X』関連曲                                                                              |
| 10月23日 | フォレストリンカネーション                                                                      | ティア（楠木ともり）、ケラ（石原夏織） | 「フォレストリンカネーション」                                                                   | 『アルマギア -Project-』関連曲                                                                     |
| 10月23日 | フォレストリンカネーション                                                                      | ケラ（石原夏織） | 「Brain maze」                                                                                   | 『アルマギア -Project-』関連曲                                                                     |
| 2020年   |                                                                                                 | |                                                                                                  | |
| 1月22日  | Clover wish                                                                                     | ChamJam | 「Clover wish」                                                                                  | テレビアニメ『推しが武道館いってくれたら死ぬ』オープニングテーマ                                   |
| 2月12日  | ずっと ChamJam                                                                                  | ChamJam | 「ずっと ChamJam」 「ほっと♡サマーホリデー」 「Fall in Love」                                    | テレビアニメ『推しが武道館いってくれたら死ぬ』挿入歌                                               |
| 3月30日  | DOLLS Songs & Sounds 01                                                                         | DOLLS | 「言の葉シンフォニー」 「はじまりのハーモニー」                                                  | ゲーム『プロジェクト東京ドールズ』関連曲                                                           |
| 3月30日  | DOLLS Songs & Sounds 01                                                                         | DOLLS | 「追い風Brave motion!!」 「ヒカリ」 「It'sOK!!」 「SmileAgain」 「クリスマスマーチ」             | ゲーム『プロジェクト東京ドールズ』関連曲                                                           |
| 3月30日  | DOLLS Songs & Sounds 01                                                                         | DOLLS | 「言の葉シンフォニー（Live Ver.）」                                                              | ゲーム『プロジェクト東京ドールズ』関連曲                                                           |
| 4月1日   | 推しが武道館いってくれたら死ぬ オリジナルサウンドトラック                                       | ChamJam | 「私たちが武道館にいったら」                                                                     | テレビアニメ『推しが武道館いってくれたら死ぬ』挿入歌                                               |
| 12月30日 | Crimson Revive                                                                                  | イク（田所あずさ）、フィニティ（石原夏織） | 「Crimson Revive」                                                                               | ViViD Starlights 第1章「熱くて強いココロで歌え︎‼︎」のテーマ曲                                        |
| 2021年   |                                                                                                 | |                                                                                                  | |
| 2月24日  | 刀使ノ巫女 刻みし一閃の燈火 BD・DVD特典CD                                                       | 安桜美炎（茜屋日海夏）、瀬戸内智恵（石原夏織）、七之里呼吹（五十嵐裕美）、六角清香（藤田茜）、木寅ミルヤ（沼倉愛美）、山城由依（上坂すみれ）                 | 「blurry shadow」                                                                                | OVA『刀使ノ巫女 刻みし一閃の燈火』主題歌                                                           |
| 2月24日  | 魔王学院の不適合者 〜史上最強の魔王の始祖、転生して子孫たちの学校へ通う〜 BD・DVD第6巻特典CD    | アノス・ファンユニオン | 「世界が愛に満ちるように」                                                                       | テレビアニメ『魔王学院の不適合者 〜史上最強の魔王の始祖、転生して子孫たちの学校へ通う〜』挿入歌    |
| 7月2日   | Happiness Clapper                                                                               | トーコ（戸松遥）、フィニティ（石原夏織） | 「Happiness Clapper」                                                                            | ViViD Starlights 第2章「陽気で明るいココロで弾け‼︎」のテーマ曲                                      |
| 8月25日  | マギアレコード魔法少女まどか☆マギカ外伝 Music Collection 2                                      | カミハ☆マギカ | 「叶えちゃお」                                                                                   | ゲーム『マギアレコード 魔法少女まどか☆マギカ外伝』関連曲                                           |
| 9月22日  | L・O・V・E                                                                                      | ルコア（髙橋ミナミ）、真ヶ土翔太（石原夏織） | 「Hey,lad !」                                                                                    | テレビアニメ『小林さんちのメイドラゴンS』関連曲                                                    |
| 12月22日 | DOLLS Songs & Sounds 02                                                                         | DOLLS | 「Starry heart Starry love」 「AnotherDreamer」 「Precious day」                                 | ゲーム『プロジェクト東京ドールズ』関連曲                                                           |
| 12月22日 | DOLLS Songs & Sounds 02                                                                         | DOLLS team A | 「わたし」                                                                                       | ゲーム『プロジェクト東京ドールズ』関連曲                                                           |
| 12月22日 | DOLLS Songs & Sounds 02                                                                         | DOLLS、NumberS | 「Pray Breath」 「感情を超えて」 「感情を超えて（E3 Ver.）」                                     | ゲーム『プロジェクト東京ドールズ』関連曲                                                           |
| 2023年   |                                                                                                 | |                                                                                                  | |
| 2月15日  | ひめごと＊クライシスターズ                                                                      | ONIMAI SISTERS | 「ひめごと＊クライシスターズ」                                                                   | テレビアニメ『お兄ちゃんはおしまい！』エンディングテーマ                                           |
| 2月15日  | ひめごと＊クライシスターズ                                                                      | 緒山みはり（石原夏織） | 「ひめごと＊クライシスターズ」                                                                   | テレビアニメ『お兄ちゃんはおしまい！』関連曲                                                       |
| 5月10日  | 推しが武道館いってくれたら死ぬ コンプリートボーカルアルバム「きみのために生きてる」             | ChamJam | 「Aster wish」                                                                                   | テレビアニメ『推しが武道館いってくれたら死ぬ』関連曲                                               |
| 10月25日 | 魔王学院の不適合者 II 〜史上最強の魔王の始祖、転生して子孫たちの学校へ通う〜 BD・DVD第2巻特典CD | アノス・ファンユニオン | 「魔王讃美歌第五番『平和』」                                                                     | テレビアニメ『魔王学院の不適合者 II 〜史上最強の魔王の始祖、転生して子孫たちの学校へ通う〜』挿入歌 |
| 2024年   |                                                                                                 | |                                                                                                  | |
| 7月14日  | Glitter                                                                                         | Two for all | 「Glitter」                                                                                      | ゲーム『モンソニ!』関連曲                                                                          |
| 7月17日  | 空の人魚                                                                                        | タカ（Lynn）、カモメ（石原夏織） | 「空の人魚」                                                                                     | ゲーム『トワツガイ』関連曲                                                                         |
| 8月28日  | 魔王学院の不適合者 II 〜史上最強の魔王の始祖、転生して子孫たちの学校へ通う〜 BD・DVD第6巻特典CD | アノス・ファンユニオン | 「魔王讃美歌第6番『隣人』」                                                                      | テレビアニメ『魔王学院の不適合者 II 〜史上最強の魔王の始祖、転生して子孫たちの学校へ通う〜』挿入歌 |
| 2025年   |                                                                                                 | |                                                                                                  | |
| 3月5日   | ウマ娘 プリティーダービー WINNING LIVE 24                                                       | ウマ娘 | 「STARTING FORCE」                                                                               | ゲーム『ウマ娘 プリティーダービー』関連曲                                                          |
| 3月5日   | ウマ娘 プリティーダービー WINNING LIVE 24                                                       | ウマ娘 | 「うまぴょい伝説」                                                                               | ゲーム『ウマ娘 プリティーダービー』関連曲                                                          |
| 4月9日   | ウマ娘 プリティーダービー WINNING LIVE 26                                                       | ウマ娘 | 「Legend-Changer」                                                                               | ゲーム『ウマ娘 プリティーダービー』関連曲                                                          |
| 4月9日   | ウマ娘 プリティーダービー WINNING LIVE 26                                                       | アーモンドアイ（石原夏織） | 「Glory Eyes」                                                                                   | ゲーム『ウマ娘 プリティーダービー』関連曲                                                          |
| 4月9日   | ウマ娘 プリティーダービー WINNING LIVE 26                                                       | ウマ娘 | 「うまぴょい伝説」                                                                               | ゲーム『ウマ娘 プリティーダービー』関連曲                                                          |

## ライブ・イベント

### 合同ライブ
| 出演日               | タイトル                                                           | 会場                                                  |
| -------------------- | ------------------------------------------------------------------ | ----------------------------------------------------- |
| 2012年10月28日       | 咲-Saki-フェス 四角い宇宙でSquarePanic!                            | 中野サンプラザ（東京都）                              |
| 2017年12月9日        | ガールフレンド（仮） 5th ANNIVERSARY LIVE 〜SEIO Christmas Party〜 | ニューピア竹芝ノースタワー（東京都）                  |
| 2018年3月24日        | AJ Night 2018                                                      | 豊洲PIT (東京都)                                      |
| 2018年6月17日        | リスアニ！Park Vol.02                                              | 新木場STUDIO COAST（東京都）                          |
| 2018年11月17日       | ANIMAX MUSIX 2018 YOKOHAMA supported by ひかりTV                   | 横浜アリーナ（神奈川県）                              |
| 2019年8月30日        | Animelo Summer Live 2019 -STORY-                                   | さいたまスーパーアリーナ (埼玉県)                     |
| 2019年10月27日       | ANIMAX MUSIX 2019 KOBE supported by スカパー!                      | 神戸ワールド記念ホール（兵庫県）                      |
| 2021年8月27日        | Animelo Summer Live 2021 -COLORS-                                  | さいたまスーパーアリーナ (埼玉県)                     |
| 2022年8月27日        | Animelo Summer Live 2022 -Sparkle-                                 | さいたまスーパーアリーナ (埼玉県)                     |
| 2022年9月17日        | ANISAMA SYMPHONIC NIGHT 2022 hosted by 京まふ＆Ani Love KYOTO      | ロームシアター京都 メインホール（京都府）             |
| 2023年3月11日        | EJ My Girl Festival 2023                                           | 市川市文化会館（千葉県）                              |
| 2023年8月26日        | Animelo Summer Live 2023 -AXEL-                                    | さいたまスーパーアリーナ (埼玉県）                    |
| 2023年12月9日        | 京 Premium Live 2023                                               | ロームシアター京都 メインホール (京都府）             |
| 2024年3月30日        | Lemino presents ANIMAX MUSIX 2024 SPRING                           | 武蔵野の森総合スポーツプラザ メインアリーナ (東京都） |
| 2024年12月15日       | 京 Premium Live 2024                                               | ロームシアター京都 メインホール（京都府）             |
| 2025年3月8日         | P’s LIVE! 08 ～P’s GR∞VE～ DAY1                                    | LINE CUBE SHIBUYA（東京都）                           |
| 2025年5月24日 - 25日 | ウマ娘 プリティーダービー 6th EVENT The New Frontier               | さいたまスーパーアリーナ（埼玉県）                    |

### イベント
| 出演日                      | タイトル                                                         | 会場                                                                 | 規模                          |
| --------------------------- | ---------------------------------------------------------------- | -------------------------------------------------------------------- | ----------------------------- |
| 2018年8月18日               | 石原夏織 BIRTHDAY EVENT -Career up Carry-                        | 山野ホール (東京都)                                                  | 昼夜2回公演                   |
| 2019年8月24日               | 石原夏織 SUMMER EVENT「TEMPEST MISSION」                         | 山野ホール (東京都)                                                  | 昼夜2回公演                   |
| 2020年9月20日 2020年9月27日 | 石原夏織 AUTUMN EVENT「ONE DROP」                                | 松下IMPホール（大阪府） ヒューリックホール東京 (東京都)              | ※コロナで一部中止 昼夜3回公演 |
| 2021年8月14日               | 石原夏織 SUMMER EVENT「Smile Go Happy」                          | サンシティ越谷市民ホール 大ホール（埼玉県）                          | 昼夜2回公演                   |
| 2022年6月19日               | 石原夏織 ファンクラブイベント「UNITY」vol.1                      | 三郷市文化会館（埼玉県）                                             | 昼夜2回公演                   |
| 2023年3月21日               | 石原夏織 ファンクラブイベント「UNITY」vol.2                      | 山野ホール (東京都)                                                  | 昼夜2回公演                   |
| 2023年12月25日              | 石原夏織ファンクラブイベント「Ishihara Kaori Xmas Sweets Party」 | 俺のフレンチ グランメゾン大手町（東京都）                            | 昼夜2回公演                   |
| 2024年3月9日 2024年3月16日  | 石原夏織 ファンクラブイベント「UNITY」vol.03                     | 大阪府立男女共同参画・青少年センター（大阪府） 山野ホール (東京都)   | 東京公演は昼夜2回公演         |
| 2025年3月29日               | 石原夏織 ファンクラブイベント「UNITY」vol.4                      | 恵比寿ザ・ガーデンホール（東京都）                                   | 昼夜2回公演                   |
| 2025年5月10日 2025年5月11日 | Ishihara Kaori Fan Meeting 2025 in Shanghai & Taipei             | 上海大世界 世界盒子（上海市） Corner House角落文創展演空間（台北市） | 昼夜2回公演                   |

## 書籍

### 雑誌連載
- 石原夏織のきゃりべる!!（『声優グランプリ』2018年3月号 - 2021年12月号[335]）

### 写真集
- 『初夏 UIKA 石原夏織 1st 写真集』（2024年8月6日、宝島社 ISBN 978-4299054616）[336]

### フォトブック
- 石原夏織フォトブック Terminal（主婦の友社、2022年3月10日発売[337]、ISBN 978-4-07-449970-0）